# Симпсон, Жанет
Жанет Мэри Симпсон (англ. Janet Mary Simpson; 2 сентября 1944, Барнет, Великобритания — 14 марта 2010) — британская легкоатлетка, бронзовый призёр Олимпийсих игр в Токио (1964) в эстафете 4Х100 м.

## Спортивная карьера
В 1964 г. на Олимпийских играв в Токио стала восьмой на дистанции 200 м; в составе национальной сборной в эстафете 4×100 м завоевала бронзовую медаль. Через два года на Играх Содружества в Кингстоне (1966) завоевала серебро в эстафете 4х110 ярдов. На своей следующей Олимпиаде в Мехико (1968) заняла четвертое место в беге на 400 метров, а в эстафете 4×100 метров осталась лишь седьмой. Игры в Мюнхене (1972) также не принесли спортсменке успеха.
На чемпионате Европы по легкой атлетике 1969 г. в Афинах в забеге 4×400 м в составе сборной Великобритании выиграла «золото» с мировым рекордом (3:30,8),
В 1965 и 1966 г. становилась чемпионкой Великобритании на дистанции 220 ярдов.